# Das Leben, das ich immer wollte
Das Leben, das ich immer wollte (Originaltitel: La vita che vorrei) ist ein italienischer Spielfilm aus dem Jahr 2004 von Giuseppe Piccioni. In Deutschland kam der Film im Herbst 2006 in die Kinos.

## Handlung
Der Film ist mehrschichtig, weil er das Casting und die Dreharbeiten zu einer tragischen Liebesgeschichte des ausgehenden 19. Jahrhunderts, das Privatleben der daran beteiligten Filmschauspieler und in Ansätzen den Plot des Films im Film zeigt und zueinander in Parallele setzt.
Der professionell arbeitende Schauspieler Stefano soll die Hauptrolle in dem geplanten Film übernehmen. Er denkt, dass Chiara, mit der er schon öfter in Filmen zusammengewirkt hat, die weibliche Hauptrolle erhält. Aber der Regisseur lässt Laura vorsprechen und gibt ihr auch diese Rolle, während Chiara eine Nebenrolle erhält. Die spontane Arbeitsweise Lauras, die zwischen ihren eigenen Gefühlen und denen ihrer Rolle nicht trennen zu dürfen meint, irritiert und bezirzt Stefano gleichermaßen, so dass sie sich ineinander verlieben.
Laura stellt Eleonora dar, die Geliebte eines Barons. Stefano übernimmt die Rolle des Federico, der sich in Eleonora verliebt, obwohl er mit Vittoria verheiratet ist, die von Chiara gespielt wird. Gegen ihre Gefühle entscheidet sich Eleonora unter dem Druck der Zeitumstände, die Beziehung mit Federico nicht fortzusetzen. Auch hinter Laura und Stefano stehen zunächst andere Personen, was zu Spannungen und zum Zerbrechen der Liaison führt. Erst nachdem Laura einen Sohn geboren hat, lässt sie den Kontakt zu Stefano wieder zu.

## Kritik
„Wunderbar der Kontrast zwischen den hochemotionalen Dialogen, die sich die beiden am Jahrhundertwende-Set aus den Herzkammern schütten, und den Niederungen des postmodernen Beziehungsclinchs. Elegant und sehr unterhaltsam lustwandelt Piccioni zwischen den beiden Erzähl- und Zeitebenen. Waren es damals die gesellschaftlichen Konventionen, gegen die die Liebenden mit glühender Leidenschaft rebellierten, stehen sie sich heute zögernd, zaudernd und in eigenen Eitelkeiten gefangen vornehmlich selbst im Weg.“ (Der Tagesspiegel, 17. Februar 2005)

## Auszeichnung
- 2006 Festival du Cinema Italien de Bastia: beste Darstellerin für Sandra Ceccarelli.